# 胡安·本略奇-維沃
胡安·本略奇-維沃（西班牙語：Juan Benlloch y Vivó，1864年12月29日—1926年2月14日），天主教神職人員，1906年至1919年擔任安道爾大公、1919年至1926年擔任布爾戈斯大主教。